# Comuna Vîșnivciîk, Peremîșleanî
Vîșnivciîk (în ucraineană Вишнівчик) este o comună în raionul Peremîșleanî, regiunea Liov, Ucraina, formată din satele Kaminna, Lonivka, Plenîkiv și Vîșnivciîk (reședința).

## Demografie
Componența lingvistică a comunei Vîșnivciîk
     Ucraineană (100%)
Conform recensământului din 2001, toată populația comunei Vîșnivciîk era vorbitoare de ucraineană (100%).